# Net.art
El net.art, anomenat també internet art o art en xarxa, engloba un conjunt de pràctiques artístiques específiques d'internet que tenen les xarxes tecnològiques i/o socials com a espai de treball i alhora com a focus d'atenció. El terme va començar a ser utilitzat a mitjans dels anys noranta del segle XX per persones que experimentaven amb les possibilitats artístiques de les xarxes digitals.
Aquest moviment va ser format per un grup d'artistes que l'han treballat des del 1994. Alguns dels primers membres d'aquest moviment són Vuk Ćosić, Jodi.org, Alexei Shulgin, Olia Lialina, Heath Bunting, Daniel García Andújar i Rachel Baker.
El terme "net.art" també s'utilitza com a sinònim d'art per Internet i cobreix una gamma molt més àmplia de pràctiques artístiques. En aquesta definició més àmplia, net.art significa l'art que utilitza Internet com a mitjà, un art que no es pot experimentar de cap altra manera.

## Origen del terme
El moviment net.art va sorgir en el context del desenvolupament més ampli de l'art d'Internet. Els primers precursors del moviment net.art inclouen els moviments fluxus internacionals (Nam June Paik) i avant-pop (Mark Amerika). El moviment avant-pop es va fer àmpliament reconegut als cercles d'Internet a partir del 1993, en gran part a través del popular lloc Alt-X.
L'emergència de pràctiques artístiques específiques d'internet i el seu encaix difícil en les categories que es venien utilitzant (art electrònic, art digital, media art) va obrir la necessitat d'un terme també específic. La mateixa comunitat de creadors va trobar una manera de referir-s'hi i va construir i difondre una història de l'origen.
El terme "net.art" s'ha atribuït erròniament a l'artista Vuk Cosic el 1997, després que Alexei Shulgin escrivís sobre l'origen del terme en un correu a la llista de Netime. Segons el missatge de correu electrònic de Shulgin, net.art provenia de "frases conjuntes en un missatge de correu electrònic trastornat per un error tècnic, on el seu únic terme llegible era 'net.art".

Missatge titulat "Net.Art - the origin" enviat el 18 de març de l'any 1997 a la llista nettime, on l'artista rus Alexei Shulgin descrivia els fets com una troballa de l'artista eslovè Vuk Cosic:
| « | :[…] J8~g#\|\;Net.Art{-^s1 […] | » |
| — Alexei Shulgin , Nettime Tue, 18 Mar 1997 01:05:08 +0300 <http://www.nettime.org/Lists-Archives/nettime-l-9703/msg00094.html> |                                |   |

Uns mesos més tard, segons Shulgin, Vuk Cosic hauria enviat el missatge a Igor Markovic qui l'hauria descodificat obtenint el text:
| « | All this becomes possible only with the emergence of the Net. Art as a notion becomes obsolete... | » |

Per tant, el terme "net.art" no existia en el text original sinó que apareix per la unió del final d'una frase amb el de la següent. Només l'error informàtic va permetre el descobriment del terme. Finalment, conclou el relat de Shulgin, les dades del missatge haurien desaparegut en fer-se malbé el disc dur de Markovic l'estiu de 1996.
Tanmateix, el terme va ser utilitzat per Netime Pit Schultz com a títol d'una exposició a Berlín el 1995, en la qual Vuk Cosic i Alexei Shulgin van mostrar els seus treballs. Posteriorment es va utilitzar pel que fa a la reunió d'artistes i teòrics "net.art per se" a Trieste el maig del 1996, i es referia a un grup d'artistes que van treballar junts durant la primera meitat dels anys noranta.

## Xarxes socials en línia
Els artistes net.art, també anomenats "net.artists" han construït comunitats d'art digital mitjançant una pràctica activa d'allotjament web i comissariat d'art web. Els net.artists s'ha definit a través d'un mode de comunicació internacional i en xarxa, una interacció d'intercanvis, treballs col·laboratius i cooperatius. Tenen una gran presència en diverses llistes de correu com Rhizome, File festival, Electronic Language International Festival, Nettime, Syndicate i Eyebeam. La identitat dels net.artists es defineix tant per les seves obres digitals com per la seva implicació crítica en la comunitat de l'art digital, tal com mostra la discussió polèmica dirigida per Olia Lialina que va tenir lloc a Nettime a principis del 2006 a l'entrada de la Wikipedia "New Media".
Net.artists com «Jodi» van desenvolupar una forma particular d'art de correu electrònic, o art de correu brossa, mitjançant el reprocessament de text i l'art ASCII. El terme "art spam" va ser encunyat per la crítica de la xarxa i el professional de l'art net Frederic Madre per descriure totes aquestes formes d'intervencions disruptives a les llistes de correu, on els textos aparentment absurds eren generats per scripts senzills, formularis en línia o mecanografiats a mà.

## Net.art de mitjans tàctics
Net.art es va desenvolupar en un context de crisi cultural a l'Europa de l'Est a principis dels anys noranta després del final de la Unió Soviètica i la caiguda del mur de Berlín. Els artistes que participen en experiments de net.art s'associen a la idea d'una “responsabilitat social” que respondria a la idea de la democràcia com a mite capitalista modern. Internet, sovint promogut com a eina democràtica per excel·lència, però que participa en gran manera a les regles d'interessos creats, està dirigit per net.artists que afirmen que “un espai on comprar és un espai on es pot robar, però també on es por distribuir ". Net.artists se centren a trobar noves maneres de compartir l'espai públic.
En qüestionar estructures com la finestra de navegació i posar en qüestió la seva funcionalitat, els net.artists han demostrat que allò que la majoria dels usuaris d'Internet consideren natural és altament construït, fins i tot controlat, per empreses. Els navegadors d'empreses com Netscape Navigator o Internet Explorer mostren estructures fàcils d'utilitzar (la "navegació", l' "exploració" són fites de les pràctiques socials) per proporcionar a l'usuari un entorn familiar; els net.artists intenten trencar aquesta familiaritat. Olia Lialina, a My Boyfriend Came Back From The War o el duet Jodi, amb la seva sèrie d'intervencions emergents i applets de navegador, han implicat la materialitat de la navegació. Els seus experiments han donat a llum el que es podria anomenar "navegador d'art", que ha estat ampliat pel navegador experimental WebStalker del col·lectiu britànic I / O / D.
Alexei Shulgin i Heath Bunting han jugat amb l'estructura dels portals d'anuncis, establint llistes de paraules clau improbables de cerca, però que, tanmateix, existeixin al web com a components d'URL o metadades: utilitzen aquestes dades relacionals per emmagatzemar camins de navegació per tal de crear nous textos llegibles. L'usuari no està explorant cap lloc web d'art que tingui el seu propi significat, sinó que està exposat a tota la xarxa com una col·lecció de forces socioeconòmiques i postures polítiques que no sempre són visibles.
Rachel Greene ha associat net.art amb mitjans tàctics com a forma de Detournement. Greene escriu: "La subversió dels llocs web corporatius comparteix una frontera borrosa amb les pràctiques de pirateria informàtica i agitprop que es convertirien en un important camp de l'art.net, sovint anomenat mitjà tàctic ".

## Cultura de pirates informàtics
El col·lectiu Jodi treballa amb l'estètica dels errors informàtics, que té molt en comú, tant a nivell estètic com pragmàtic, amb la cultura dels pirates informàtics. Qüestionar i pertorbar l'experiència de navegació amb pirates informàtics, trucs de codi, codis falsos i virus falsos, investiga críticament el context en què són agents. Al seu torn, l'entorn digital es preocupa per la seva pròpia estructura interna. El col·lectiu 0100101110101101.org amplia la idea del "hacktivisme artístic" mitjançant intervencions de codi i pertorbacions en festivals d'art com la Biennal de Venècia. D'altra banda, el col·lectiu irational.org amplia la idea de "hacktivisme artístic" mitjançant intervencions i pertorbacions en el món real, actuant-hi com a possible terreny de reenginyeria social.
"Podem assenyalar una diferència superficial entre la majoria de net.art i hacking: els pirates informàtics tenen l'obsessió d'entrar en altres sistemes informàtics i de tenir-hi una agència, mentre que els errors 404 del JTDDS (per exemple) només involucren altres sistemes de manera intencionada i equivocada per emmagatzemar un missatge "secret" als seus registres d'errors. És bo pensar en artistes com a pirates informàtics que s'esforcen per endinsar-se en sistemes culturals i fer-los fer coses que mai no havien pretès fer: artistes com pirates culturals."

## Crítica del món de l'art
Durant l'època més àmplia dels desenvolupaments de net.art, particularment durant l'auge del capitalisme mundial dot.com, la primera sèrie de columnes crítiques va aparèixer en alemany i anglès a la publicació en línia Telepolis. Editat per l'escriptor i artista Armin Medosch, l'obra publicada a Telepolis presentava les columnes "Amerika Online" de l'artista i teòric de xarxes nord-americà Mark Amerika. Aquestes columnes van satiritzar la manera en com els net.artists (inclòs ell mateix) es van prendre massa seriosament. Com a resposta, els net.artists europeus van suplantar a Amerika en correus electrònics falsos per desconstruir la seva desmitificació dels esquemes de màrqueting que més net.artists van emprar per aconseguir la legitimitat del món de l'art. Es va suggerir que "els duplicats despatxos estaven destinats a sensibilitzar els Estats Units sobre els artistes electrònics a Europa, i fins i tot poden contenir un element de gelosia".
Moltes d'aquestes intervencions de net.art també van abordar la qüestió de l'art com a negoci i van investigar institucions culturals principals com la Tate Modern. Harwood, membre del col·lectiu Mongrel, en la seva obra Uncomfortable Proximity (el primer projecte en línia encarregat per Tate) reflecteix el propi lloc web de la Tate i ofereix noves imatges i idees, recollides a partir de les seves pròpies experiències, de les seves lectures de Obres de Tate i materials publicitaris que informen del seu interès pel lloc web de Tate.
Els net.artists han participat activament en el debat sobre la definició de net.art en el context del mercat de l'art. Net.art va promoure la idea modernista de l'obra d'art com a procés, en oposició a una concepció de l'art com a fabricació d'objectes. Alexander R. Galloway, en un article de flux electrònic titulat "Infraestructura de Jodi", argumenta que l'enfocament de Jodi a net.art, que implica les mateixes estructures que regeixen la codificació, és únicament modernista: la forma i el contingut convergeixen en l'art. La presentació d'aquest procés dins del món de l'art, tant si s'ha de vendre al mercat com si s'ha de mostrar a l'entorn artístic institucional, és problemàtica per a les obres digitals creades per a Internet. El web, tan comercialitzable com sigui, no es pot restringir a les dimensions ideològiques del camp legítim de l'art, la institució de legitimació del valor de l'art, que és alhora ideològica i econòmica. "All for Sale" d'Aliona és un primer experiment de net.art que tracta aquests problemes. El concurs WWW Art Award iniciat per Alexei Shulgin el 1995 suggereix recompensar les obres trobades a Internet amb el que ell anomena un "sentiment artístic".
Alguns projectes, com ara Joachim Schmid's Archiv, Hybrids o Copies de 0100101110101101.org, són exemples de com emmagatzemar dades documentals relacionades amb l'art en un lloc web. La clonació, el plagi i la creació col·lectiva es proporcionen com a respostes alternatives, com ara al Projecte Refresh.
Olia Lialina ha abordat el tema de la comissariat digital a través de la seva plataforma web Teleportacia.org, una galeria en línia per promocionar i vendre obres net.art. Cada peça de net.art té la seva originalitat protegida per una garantia constituïda per la seva URL, que actua com a barrera contra la reproductibilitat i / o falsificació. Lialina va afirmar que això permetia al comprador de la peça posseir-la com desitjava: controlar l'adreça de la ubicació com a mitjà per controlar l'accés a la peça. Aquest intent de donar a net.art una identitat econòmica i una legitimació dins el món de l'art es qüestionava fins i tot dins de l'esfera net.art, tot i que el projecte sovint s'entenia com una sàtira. D'altra banda, Teo Spiller va vendre realment un projecte d'art web Megatronix al Museu Municipal de Ljubljana el maig de 1999, convocant tot el projecte de venda de net.art.trade.
Teleportacia.org es va convertir en un experiment ambigu sobre la noció d'originalitat a l'època de la reproducció digital extrema i la cultura del remix. La garantia d'originalitat protegida per l'URL va ser ràpidament desafiada pel col·lectiu 0100101110101101.org, que, sota el pseudònim de Luther Blissett, va clonar el contingut i va produir un lloc mirall no autoritzat, mostrant les obres net.art en el mateix context i la mateixa qualitat que l'original. El darrer museu d'art real és un altre exemple de l'intent d'Olia Lialina de tractar el tema.
Els experiments en línia de xarxes socials, com el Poietic Generator, que existia abans del moviment net.art, hi participaven, i encara existeixen després, poden demostrar que l'esquema de moda de net.art pot haver oblidat algunes preguntes teòriques profundes.